# Belțov, Ruse
Belțov (în bulgară Белцов) este un sat în comuna Țenovo, regiunea Ruse,  Bulgaria. 

## Demografie
Componența etnică a satului Belțov
     Bulgari (97,75%)
     Nicio identificare (2,24%)
     Altele (0%)
La recensământul din 2011, populația satului Belțov era de 446 locuitori. Din punct de vedere etnic, majoritatea locuitorilor (97,75%) erau bulgari. Pentru 2,24% din locuitori nu este cunoscută apartenența etnică.